# Lorraine-Dietrich Type MO
Der Lorraine-Dietrich Type MO ist eine Baureihe von Pkw-Modellen aus den 1910er Jahren. Dazu gehören Type NMO und Type SMO. Hersteller war Lorraine-Dietrich in Frankreich.

## Beschreibung
Die Modelle wurden von 1912 bis 1914 hergestellt, aber offensichtlich im ersten Jahr nicht vermarktet. Am 28. Dezember 1912 erteilte die nationale Zulassungsbehörde ihre Zulassung. Vorgänger war der Type HO. Einen Nachfolger gab es nicht.
Der Motor war eine Eigenentwicklung des Herstellers, durchgeführt durch seinen belgischen Konstrukteur Louis de Groulart. Er ist ein Vierzylinder-Reihenmotor. Er ist als L-Kopf-Motor mit SV-Ventilsteuerung ausgeführt. Jeweils zwei Zylinder sind paarweise zusammengegossen. 125 mm Bohrung und 160 mm Hub ergeben im ersten Jahr 7954 cm³ Hubraum. In den Folgejahren sorgte ein verlänger Hub von 170 mm für 8345 cm³ Hubraum. Der Motor war damals in Frankreich steuerlich mit 40 CV eingestuft. Er leistet 85 PS.
Der Motor ist vorn längs im Fahrgestell eingebaut. Er treibt über ein Vierganggetriebe und eine Kardanwelle die Hinterachse an. Die Bremse wirkt, wie damals üblich, nur auf die Hinterräder.
Die beiden Ausführungen unterscheiden sich im Radstand. Beim Type NMO beträgt er 3325 mm und beim Type SMO 3125 cm. Die Spurweite ist mit 1440 mm identisch.
Bekannt sind die Karosseriebauformen Tourenwagen und Limousine.